# Felipe Saraiva
Felipe Saraiva de Souza Silva (Santa Isabel, 9 marzo 1998) è un calciatore brasiliano, centrocampista dell'Ansan Greeners.

## Caratteristiche tecniche
È un trequartista.

## Carriera

### Club
Cresciuto nel settore giovanile del Ponte Preta, ha esordito in prima squadra il 25 giugno 2017 in occasione del match di Série A perso 2-1 contro il Palmeiras.